# Messor arenarius
Messor arenarius es una especie de hormiga del género Messor, subfamilia Myrmicinae. 

## Distribución
Esta especie se encuentra en Argelia, Marruecos y Túnez.